# 北九州、福岡大都市圈
北九州·福岡大都市圈是指日本北九州市與福岡市為中心的都會區。北九州市與福岡市合稱為福北（ふくほく）。

## 區域
福岡市的市中心（天神）與北九州市的市中心（小倉）距離約 70 km、形成各自的都市圏。以福岡市為中心形成福岡都市圈，以北九州市為中心形成北九州都市圈（如以北九州市與下關市2市為中心形成關門都市圏）。

## 定義
「北九州・福岡大都市圈」
總務省的定義：福岡・北九州兩市為中心市，15歳以上通勤與通学者人數合算，佔該市町村常住人口 1.5% 以上之區域
「福岡・北九州大都市圈」
該名稱也經常使用。
「福北大都市圈」
使用次數最多。福岡市・北九州市・宗像市・アジアス九州等公家機關、公家資料、新聞社廣泛使用。
「北部九州大都市圈」「北部九州都市圈」「北部九州圈」
較少使用、也有「福北大都市圈」的說法。

## 交通
- JR筑豊本線與篠栗線
- 超級中樞港灣、關門港與博多港。
- 北九州機場與福岡機場。

## 相關項目
- 福岡都市圏
- 北九州都市圏
- 北部九州